# José da Cunha Castelo Branco Saraiva
José da Cunha Castello Branco Saraiva (Lisboa, 18 de abril de 1848 — Lisboa, 11 de setembro de 1892) foi um médico, delegado de saúde, ativista republicano, jornalista, filantropo e humanitário português do século XIX.

## Biografia
José da Cunha Castello Branco Saraiva nasceu em Lisboa, no segundo andar do número 6 da Rua da Boavista, na freguesia de São Paulo, filho de Inácio José Saraiva Valter, natural de Viana do Castelo e de sua mulher, Maria José da Cunha Castello Branco, natural de Lisboa e descendente de famílias da alta burguesia da Beira Alta.
Quando tinha apenas 8 anos, fica órfão de pai, que falece a 29 de julho de 1856, durante um grave surto epidémico de cólera que se abateu sobre Lisboa naquele verão. Um dia antes, tinha falecido o seu irmão mais novo, Anselmo, de apenas 2 anos de idade. Além de Anselmo, tinha mais três irmãos: Inácio, Maria e João, tendo os dois últimos falecido também na infância, posteriormente. Em 1859, a mãe casa-se novamente, com o proprietário açoriano António Soares Monteiro, natural de Vila do Porto, de quem tem três filhos, que morreram todos à nascença.
Aos 18 anos, Castello Branco Saraiva parte para Coimbra, onde vai residir na Rua dos Militares, número 29. Matricula-se em Medicina, na Faculdade de Matemática da Universidade de Coimbra, a 12 de outubro de 1868, formando-se com o grau de Bacharel a 29 de julho de 1876. Durante a sua estada nesta cidade, demonstra desde cedo também o seu talento e apreço pelas Letras, alcançando distinções com honra de accessit (prémio equivalente a uma medalha de prata) na Faculdade de Filosofia, sendo feito sócio benemérito da Academia Dramática e da Sociedade Filantrópica Académica, iniciando-se no campo do jornalismo, fundando, colaborando e administrando a revista científica Os Estudos Cosmologicos, na qual trabalharam diversos talentos, continuando em Lisboa de colaboração com José Elias Garcia, na Revista Escolar Portugueza.
De regresso a Lisboa, foi exercer clínica para Benfica, onde o convidaram para ser médico das seguintes associações: Associação Humanitária dos Operários Lisbonenses e Associação dos Carpinteiros, Pedreiros e Artes Correlativas, onde se filiou como sócio em 1877. Castello Branco Saraiva tinha um amor inato pela coletividade e desde logo é apelidado, pelos desprotegidos que recorriam aos seus serviços, de "médico dos pobres", sendo estimado por várias classes sociais. Em 1882, é fundada em Lisboa, na Travessa do Convento de Jesus, outra agremiação destinada ao humanitarismo, sendo Saraiva convidado a fazer parte, anui com a sua coadjuvação intelectual e com a sua bolsa, nascendo a Associação Auxiliar dos Inhabilitados do Trabalho. Em 1887, refundia-se uma antiga associação que se denominava Sociedade Humanitária de Santa Isabel, sendo renomeada para Associação de Socorros Mútuos Onze de Dezembro, onde o trabalho de Castello Branco Saraiva se tornou notório. Dedicou-se fervorosamente a estas causas, fazendo parte dos congressos das associações, mandando vir livros do estrangeiro em busca de se habilitar e informar dos progressos na medicina no resto da Europa. Os seus conselhos e demonstrações de experiência serviam de inspiração para outros, sendo por vezes os seus ensinamentos utilizados para base de trabalhos oficiais, que acabavam por ser censurados devido às suas opiniões diferentes. Foi ainda sócio-fundador e benemérito da Associação do Montepio de Santa Cecília, Instrucção Guilherme Cossoul, Associação de Classe dos Officiaes de Marceneiros, Associação Fraternal Lisbonense de Serralheiros e da Associação Artística Industrial.

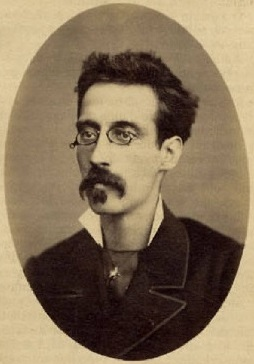
Castello Branco Saraiva aos 35 anos (Galeria Republicana, 1883)

Como delegado de saúde, desempenhou um trabalho zeloso e de dedicação invulgar, existindo importantes relatórios seus no Ministério do Reino.
De convicções democráticas, liberais e republicanas, foi procurado por indicação de Sebastião de Magalhães Lima para ser sócio de um clube onde se reuniam figuras apoiantes do ideal da República, o Club Fernandes Thomaz, fazendo parte do corpo gerente do mesmo. Juntamente com Eduardo Nunes da Motta, Castello Branco Saraiva fundou também a Associação Escolar e Eleitoral Fernandes Thomaz, fecunda e próspera associação em prol da educação das crianças, onde se implementou uma escola que visava ensinar a ler e a escrever os analfabetos, que não tinham acesso à educação e prefaziam a maior parte da população portuguesa, sendo presidente da mesma associação em 1881. Este novo centro republicano estava sediado na Rua do Poço dos Negros, freguesia de Santa Catarina, na mesma freguesia onde Castello Branco Saraiva era morador.
Ali inicia a sua vida na política, vendo os seus clientes da elite lisboeta diminuir em alguma escala. Por ocasião de uma conferência realizada no clube, onde foram feitas acusações a um homem que, à época, era governador civil, o conselheiro António Maria Barreiros Arrobas, deu-se origem à prisão dos corpos gerentes da organização, por alegada ilegalidade, sendo a sessão de imediato irrompida por quatro beleguins que escutavam o discurso, ocultos, a mando do referido conselheiro. Castello Branco Saraiva esteve preso dez dias e foi obrigado a pagar selos e custas processuais, no entanto, à saída do presídio, deparou-se com uma enorme manifestação em sua defesa. Dentro da Cadeia do Limoeiro, onde ficou, percorreu a enxovia tomando o pulso aos febris, dando dinheiro aos miseráveis e estudando nos grandes criminosos a patologia social, da qual se queria tornar perito, derramando instrução popular e associando e estabelecendo previdências entre os homens. Após o sucedido, deixa totalmente de ser procurado pelas famílias nobres e abastadas, maioritariamente monárquicas e que pagavam melhor, vendo um declínio na sua vida financeira, devido à sua inquebrantável convicção democrática.
Em novembro de 1881, o seu nome foi escolhido como candidato a vereador da lista republicana à eleição municipal de Lisboa, que então se realizava. A cidade acolheu com extraordinária simpatia o nome de Castello Branco Saraiva e deu-lhe numa votação enorme prova do quanto o considerava. Entrou ativamente nos trabalhos eleitorais da época e, como presidente da comissão central, mostrou bem como são grandes, quer a sua influência, quer o seu influxo. Castello Branco Saraiva tornou-se o médico mais procurado pela classe operária e mais desfavorecida da capital, por quem era estimado. O "médico dos pobres" trabalhou incansavelmente para as associações e pugnou pelo seu bom funcionamento, também redigindo e preparando estatísticas, que apresentava nos congressos.
Durante o seu período áureo de ativismo social, privou e fez amizade com inúmeras figuras republicanas como Casimiro Freire, Consiglieri Pedroso, Manuel de Arriaga, José Inácio da Costa, Latino Coelho, Francisco Teixeira de Queiroz, Elias Garcia, Augusto Alves da Veiga,Vitorino Proença, Eduardo Nunes da Motta, João Rodrigues dos Santos, além de, naturalmente, Magalhães Lima, entre muitos outros.
Na casa dos 30 anos, surgem-lhe os primeiros sintomas de tuberculose, doença que lhe irá causar grandes transtornos e o acabará por levar à morte, prematuramente.
Após a perda da sua primeira mulher, pela mesma doença e de uma filha, volta a casar-se e tem um filho, Manuel da Cunha Castello Branco Saraiva, que tinha apenas 2 anos e 8 meses, aquando do falecimento do pai. Já bastante doente, Castello Branco Saraiva foi encontrado por um amigo nos degraus de um quarto andar de um prédio, que, em resposta à curiosidade do amigo em saber porque ali se encontrava, lhe responde: "— Estou sim, vim ver um pobre desgraçado que ainda está peior do que eu", seguindo-se um ataque de tosse violentíssimo que lhe embarga a fala, exclamando para o amigo "— Já agora ajuda-me a descer a escada!".

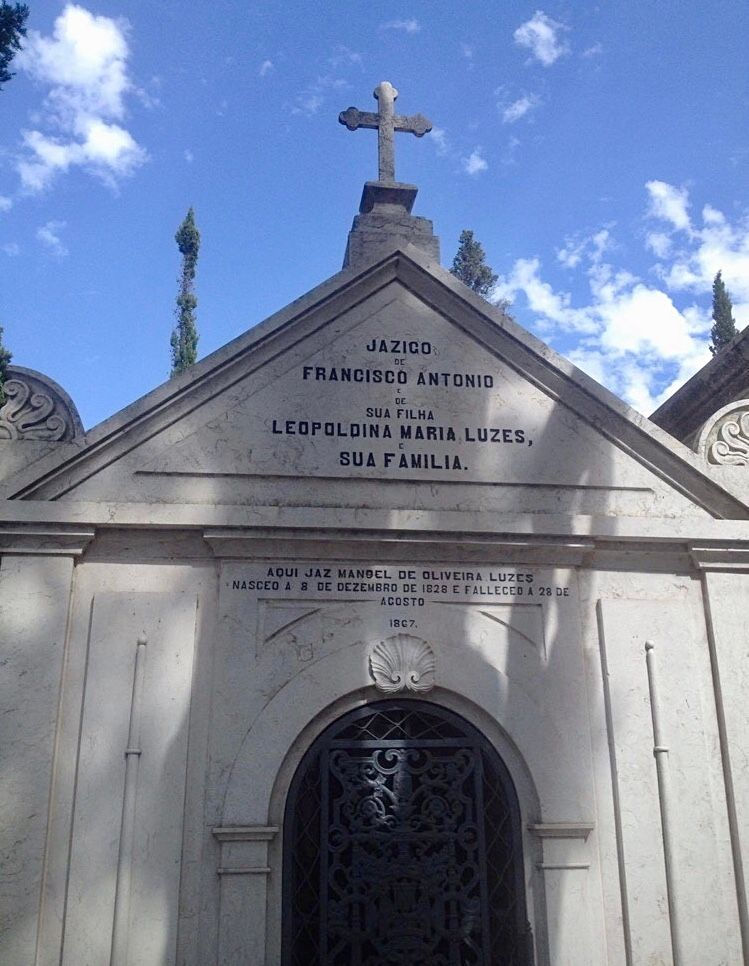
Jazigo da Família Luzes, no Cemitério dos Prazeres, onde José da Cunha Castello Branco Saraiva se encontra sepultado, onde permanece sem nenhum elemento que indique o seu nome.

Nos últimos momentos de vida, Castello Branco Saraiva disse: "— custa a ter um fim tão doloroso como é o do ptysico; estudei tanto, tanto trabalhei, e é esse estudo, esse saber, que agora me faz soffrer triplicadamente, seguindo a morte implacavel passo a passo, conhecendo a sua obra destruidora." Às 13 horas de 11 de setembro de 1892, com apenas 44 anos, José da Cunha Castello Branco Saraiva falece, na sua casa, o segundo andar do número 11 da Travessa do Oleiro, freguesia de Santa Catarina, em Lisboa, no bairro da Bica. O acontecimento foi largamente noticiado em todos os periódicos da época e as homenagens fizeram-se sentir com a presença de milhares de pessoas que lhe quiseram prestar uma última homenagem. O cortejo fúnebre, a 13 de setembro, percorreu toda a zona ocidental de Lisboa, liderado pela filarmónica dos Bombeiros Municipais de Lisboa, seguido dos representantes das associações, seguido de uma carreta fúnebre com inúmeras coroas e uma foto do finado. No final do cortejo ia o féretro de Castello Branco Saraiva acompanhado da sua família e de todos os seus amigos e relações, de membros das mais diversas classes, desde comerciantes a médicos, a industriais, a jornalistas, etc. Pelas ruas o povo juntou-sem em massa para acompanhar o desventurado médico à sua última morada. Na edição de 13 de setembro de 1892 do periódico Diário Illustrado, pode ler-se o seguinte, a propósito do falecimento do médico: “Finou-se este illustre medico, realisando-se hoje o seu funeral. Conhecemo-lo de há largos annos, e era um nobilissimo caracter, muito aferrado às ideias republicanas, que em Lisboa lhe deveram muitissimo. Era sobre tudo dedicado ao principio da associação, que servia utilmente, pois que era medico, quasi sempre gratuito, de muitas corporações. Sucumbiu na edade de 44 annos, victima de uma thisica, que há muito lhe minava a existencia. Sentimos profundamente a sua morte.” Na edição de 21 de setembro de 1892 da revista O Ocidente, pode ler-se: "Se podesse haver duvidas sobre a excellencia de caracter e dedicação humanitaria do dr. Castello Branco Saraiva, as manifestações de dôr e de saudade feitas por uma boa parte do povo de Lisboa, em torno da sua sepultura, provariam exhuberantemente quanto eram reaes e verdadeiras aquella excellencia de caracter e dedicação humanitária do benemerito medico dos pobres. Que tenha a paz que Deus reserva aos bons.”
Castello Branco Saraiva foi sepultado num jazigo pertencente ao seu amigo médico Francisco de Oliveira Luzes, no Cemitério dos Prazeres, em Lisboa, onde ainda repousa.
Ainda em 1892, é publicada em Lisboa uma obra de 58 páginas denominada Homenagem a José da Cunha Castello Branco Saraiva dedicada a seu filho, impressa na Tipografia do Dicionário Português, na qual os amigos mais próximos do médico escrevem as suas memórias e homenagens, para um dia, mais tarde, o filho de Castello Branco Saraiva saber quem foi o pai. As dedicatórias foram da autoria de Daniel António da Fonseca, Alfredo Coelho, Gomes da Silva, Magalhães Lima, Luís de Figueiredo, Eugénio Silveira, André Ramos Boaventura, Martinho Ferreira, António Júlio Vidal, António Rafael Simões, José Augusto Guedes Quinhones, António Inácio da Silveira, Artur Zaluar, Eduardo Nunes da Motta, Jorge Boaventura, Alfredo Cabral, Manuel Francisco dos Santos, Silva Viana e Eduardo Soares Catita.
A 1 de janeiro de 1894, falecia a sua mãe, aos 69 anos, tendo-lhe falecido todos os seus oito filhos.
É homenageado na toponímia de Lisboa, tendo uma rua com o seu nome na freguesia da Penha de França (Rua Castelo Branco Saraiva).

## Família e descendência
Casou a 31 de dezembro de 1879, aos 31 anos, na Igreja de São Paulo, em Lisboa, com Virgínia Adelaide da Costa Chaves (Encarnação, Lisboa, 1 de abril de 1858 — Santa Catarina, Lisboa, 29 de janeiro de 1881), filha de Joaquim Gonçalves da Costa Chaves e de Carolina Joaquina de Miranda, naturais de Lisboa.
Deste matrimónio nasceu:
- Raquel Virgínia Castello Branco Saraiva (Santa Catarina, Lisboa, 18 de novembro de 1880 — idem, 7 de junho de 1881);[15]

Casou, no estado de viúvo, em segundas núpcias, a 6 de abril de 1891, na Igreja de Santa Catarina, em Lisboa, com Inocência da Conceição Figueiredo (Rossio ao Sul do Tejo, Abrantes, 20 de julho de 1858 — Santa Catarina, Lisboa, 13 de fevereiro de 1946), filha de Manuel Paulo Soares de Figueiredo e de Maria José Casaca, naturais de Ovar e Abrantes, respetivamente.
Deste matrimónio nasceu:
- Manuel da Cunha Castello Branco Saraiva (Santa Catarina, Lisboa, 27 de novembro de 1889 — Santos-o-Velho, Lisboa, 23 de dezembro de 1947), que também foi médico e faleceu da mesma doença que o pai, tuberculose pulmonar. Casou a 29 de julho de 1924, na 4.ª Conservatória do Registo Civil de Lisboa, com Fernanda Waddington de Brito Rato, sem geração.[17][18]